# Resolución 1384 del Consejo de Seguridad de las Naciones Unidas
La resolución 1384 del Consejo de Seguridad de las Naciones Unidas, adoptada por unanimidad el 14 de diciembre de 2001, tras reafirmar todas las resoluciones sobre la situación en Chipre, incluida la Resolución 1251 (1999), el Consejo renovó el mandato de la Fuerza de las Naciones Unidas para el Mantenimiento de la Paz en Chipre (UNFICYP) por otros seis meses, hasta el 15 de junio de 2002. 
El Consejo de Seguridad tomó nota del llamamiento que figura en el informe del Secretario General Kofi Annan a las autoridades de Chipre y Chipre del Norte para que aborden urgentemente la situación humanitaria relativa a las personas desaparecidas.  El Consejo también acogió con beneplácito los esfuerzos para sensibilizar al personal de mantenimiento de la paz de las Naciones Unidas hacia la prevención y el control del VIH/SIDA y otras enfermedades.
Al ampliar el mandato de la UNFICYP, la resolución pidió al Secretario General que informara al Consejo, antes del 1 de junio de 2002, sobre la aplicación de la resolución vigente. También instó a la parte turcochipriota a poner fin a las restricciones impuestas el 30 de junio de 2000 a las operaciones de la UNIFCYP y a restablecer el statu quo militar en Strovilia .
La resolución 1384 no hizo referencia a futuras conversaciones ni a las demandas turcas, y las autoridades turcochipriotas siguieron impidiendo el acceso de las fuerzas de mantenimiento de la paz de las Naciones Unidas a la parte norte de la isla. 